# Ichneumon pseudovivax
Ichneumon pseudovivax là một loài tò vò trong họ Ichneumonidae.